# Koolvissen
De koolvissen (Anoplopomatidae) zijn een familie in de orde van de Schorpioenvisachtigen (Scorpaeniformes). Ze worden aangetroffen in kustwateren van de noordelijke Grote Oceaan van Japan tot Californië, waar ze leven op de zeebodem in diep water: de Zandvis (Anoplopoma fimbria) is aangetroffen op een diepte van 2.740 meter. De vissen zijn belangrijk voor de commerciële visserij.

## Lijst van geslachten
- Anoplopoma Ayres, 1859
- Erilepis T. N. Gill, 1894